# Leptospermum brachyandrum
Leptospermum brachyandrum är en myrtenväxtart som först beskrevs av Ferdinand von Mueller, och fick sitt nu gällande namn av George Claridge Druce. Leptospermum brachyandrum ingår i släktet Leptospermum och familjen myrtenväxter. Inga underarter finns listade i Catalogue of Life.